# 谢明 (1915年)
谢明（1915年—1985年4月21日），男，江西于都人，中国人民解放军开国少将，曾任中国人民志愿军54军政委，第五届全国人大代表、第六届全国政协委员。

## 荣誉
1955年，授予中国人民解放军少将。